# Hiemsia
Hiemsia es un género de hongos de la familia Pyronemataceae.